# Pangkalan (Kejuruan Muda)
Pangkalan is een bestuurslaag in het regentschap Aceh Tamiang van de provincie Atjeh, Indonesië. Pangkalan telt 429 inwoners (volkstelling 2010).